# Anna Amalia Pruska
Anna Amalia Pruska (ur. 9 listopada 1723 w Berlinie, zm. 30 marca 1787 tamże) – wszechstronnie wykształcona księżniczka pruska i utalentowana kompozytorka.

## Życiorys
Anna Amalia była jednym z 8 żyjących, spośród 14 dzieci króla Fryderyka Wilhelma I Hohenzollerna i królowej Zofii Doroty Hanowerskiej. Jej bratem był m.in. król Fryderyk II Wielki, a siostrą Wilhelmina Pruska. Jak podaje w swoich pamiętnikach Wilhelmina ciąża, za sprawą której Anna Amalia przyszła na świat, nie została wykryta przez lekarzy królewskich, którzy orzekli, że „ta przypadłość ma inną przyczynę, bardzo przykrą, ale niegroźną”. Księżniczka przyszła na świat jedynie w obecności króla i pokojówki imieniem Ramen (jak miało się okazać, była donosicielką króla, to za jej sprawą wyszło na światło dzienne wiele tajemnic królowej).
Prawdopodobnie w 1743, Anna Amalia poślubiła w tajemnicy barona Fryderyka von der Trencka (1727–1794), człowieka, którego przygody zainspirowały m.in. Wiktora Hugo i Woltera. Od 1744 roku w pałacu Anny Amalii tworzył kompozytor Christoph Schaffrath (1709–1763). Kiedy brat Anny Amalii, od 1740 roku król Prus Fryderyk Wielki odkrył, że jego siostra jest mężatką i spodziewa się dziecka, wysłał ją do klasztoru w Quedlinburgu (miejsca, gdzie wysyłano wysoko urodzone damy, aby rodziły swoje nieślubne dzieci). Małżeństwo Anny Amalii zostało anulowane, a jej mąż został uwięziony na kolejnych dziesięć lat. Małżonkowie jednak pisali do siebie do samej śmierci Amalii.
W 1756 brat Anny Amalii, król Prus, mianował siostrę ksienią klasztoru w Quedlinburgu, co uczyniło z niej bogatą kobietę. Anna Amalia spędzała jednak większość czasu w Berlinie, gdzie patronowała kompozytorom i muzykom.
Przebywający w Paryżu von der Trenck został w okresie terroru w czasie rewolucji francuskiej wzięty za pruskiego szpiega i zgilotynowany (siedem lat po śmierci Anny Amalii).